# Thomas M. Cover
Thomas M. Cover (né le 7 août 1938 à San Bernardino et mort le 26 mars 2012 à Palo Alto) est un théoricien de l'information, professeur aux départements de génie électrique et de statistique de l'université Stanford. Il a travaillé principalement au développement des interactions entre la théorie de l'information et les statistiques.

## Carrière scientifique
Thomas Cover obtient son B. S. en physique au MIT en 1960 et son Ph. D. en génie électrique à l'université Stanford en 1964. Au cours de sa carrière de professeur de génie électrique et de statistique à l'université Stanford, il dirige 64 doctorants, publie plus de 120 articles de revue sur l'apprentissage, la théorie de l'information, la complexité statistique et la théorie moderne du portefeuille ; et est auteur, avec Joy A. Thomas,  du livre Elements of Information Theory qui est devenu le manuel le plus largement utilisé comme introduction au sujet depuis la publication de sa première édition en 1991 Il est également coéditeur du livre Open Problems in Communication and Computation .

## Responsabilités et distinctions
Cover est président de la IEEE Information Theory Society (1972-73) et membre de l'Institut de statistique mathématique et de l'IEEE. Il reçoit le prix du meilleur article (Outstanding Paper Award) en théorie de l'information pour son article de 1972 « Broadcast Channels ». En 1987 il décrit la problématique du jeu Zwei-Zettel-Spiel (de) ; il a été distingué en 1990 par le prix Claude-Shannon, considéré comme la plus haute distinction en théorie de l'information; en 1997, il reçoit la médaille Richard-Hamming. et en 2003 il est élu à l'Académie américaine des arts et des sciences.
Un prix de thèse appelé Thomas M. Cover Dissertation Award porte son nom.

## Publications (sélection)
- Thomas M. Cover et B. Gopinath (éditeurs), Open Problems in Communication and Computation, New York, Springer-Verlag, 1987, 236 p. (ISBN 978-1-4612-9162-6, présentation en ligne).
- Thomas M. Cover, Joy A. Thomas, Elements of Information Theory, Wiley-Interscience, 2006 (ISBN 978-0-471-24195-9) [détail des éditions]
- Jan M. Van Campenhout et Thomas Cover, « Maximum entropy and conditional probability », IEEE Transactions on Information Theory, vol. 27, no 4,‎ 1981, p. 483-488 (lire en ligne).
- Thomas Cover, « The Best Two Independent Measurements Are Not the Two Best », IEEE Trans. Syst. Man Cybern., vol. 4, no 1,‎ 1974, p. 116-117 (lire en ligne).
- Thomas Cover et Peter E. Hart, « Nearest neighbor pattern classification », IEEE Transactions on Information Theory, vol. 13, no 1,‎ 1967, p. 21-27 (lire en ligne).
- Thomas Cover, « Geometrical and Statistical Properties of Systems of Linear Inequalities with Applications in Pattern Recognition », IEEE Trans. Electron. Comput., vol. 14, no 3,‎ 1965, p. 326-334 (lire en ligne).
- Thomas Cover, « Broadcast channels », IEEE Transactions on Information Theory, vol. 18, no 1,‎ 1972, p. 2–14 (DOI 10.1109/TIT.1972.1054727).
- Problem 5.1: « Pick the largest number », Open Problems in Communication and Computation, p. 152

## Article liés
- Méthode des k plus proches voisins
- Théorème de Cover